# Каминате (Мантова)
Каминате је насеље у Италији у округу Мантова, региону Ломбардија.
Према процени из 2011. у насељу је живело 24 становника. Насеље се налази на надморској висини од 35 м.